# Не хочу одружуватися!
«Не хочу одружитися!» (рос. «Не хочу жениться!») — білоруський художній фільм 1993 року режисера Сергія Никоненка.

## Сюжет
Принциповий холостяк, майстер пластичних операцій при досить дивних обставинах знайомиться з довгоносою міліціонеркою. Зробивши їй операцію, він подібно Пігмаліону, який створив Галатею, закохується в прекрасний витвір рук своїх і заявляє: «Я хочу з тобою одружитися!».

## У ролях
- Євген Леонов-Гладишев
- Світлана Рябова
- Тетяна Догілева
- Михайло Євдокимов
- Сергій Никоненко
- Ольга Волкова
- Катерина Вороніна
- Тетяна Кравченко
- Віктор Іллічов
- Світлана Суховєй
- Ірина Черіченко
- Віктор Іллічов
- Наталія Громакова
- Олег Корчиков
- Катерина Шатрова

## Творча група
- Сценарій: Аркадій Інін
- Режисер: Сергій Никоненко
- Оператор: Сергій Зубик
- Композитор: Георгій Мовсесян